# 计算机代码
计算机代码或程序代码是一组构建计算机程序的指令，即计算机所执行的命令。它是计算机设备上运行的软件部分之一，另一部分为数据。
计算机仅可直接执行机器语言（指令集的一部分）。由于人类阅读指令集过于困难且以机器码或其他低级语言编程耗时较长，多数程序员使用高级语言编写源代码。編譯器或直譯器随后翻译源代码至机器语言以直接完成任务。编译器所写出的目标代码通常为机器语言，也可能为相比源语言的低级语言。直譯器使用源代码的低级字节码来进行快速翻译。